# Dorstenia zanzibarica
Dorstenia zanzibarica là một loài thực vật có hoa trong họ Moraceae. Loài này được Oliv. mô tả khoa học đầu tiên năm 1886.